# KB Peja
KB Peja je kosovski košarkaški klub iz Peći.
Osnovan je 1991. godine. Neko je vrijeme nosio ime po sponzoru, KB Dukagjini.
Utakmice igra u dvorani Pallatin e Sporteve Karagaçi (športska palača Karagaçi).
Bili su kosovski prvaci 1992./93., 1993./94., 1994./95. i 1995./96. U sezonama 1992., 1999./00., 2004./05. i 2010./11 su bili finalisti lige.
Kosovski su kup osvojili 1996./97. i 2010./11., a u sezonama 2000./01. i 2008./09. bili su poraženi u finalu kupa.
Danas ih trenira hrvatski trener Rudolf Jugo.

## Poznati igrači
Za Peju su igrali hrvatski reprezentativci Goran Kalamiza i Ivica Marić.